# Robert Serber
Robert Serber (Filadelfia, 14 marzo 1909 – New York, 1º giugno 1977) è stato un fisico statunitense.

## Biografia
Serber fu uno degli scienziati che partecipò al progetto Manhattan. Le pubblicazioni di Serber avevano la funzione di spiegare i principi base e gli obiettivi ai nuovi scienziati che stavano iniziando la collaborazione al progetto; per questo motivo era soprannominato The Los Alamos Primer.
Negli ultimi giorni di guerra redasse una lettera assieme a Luis Álvarez e Philip Morrison per lo scienziato giapponese Ryōkichi Sagane, con il quale aveva lavorato al Radiation Laboratory. La lettera fu appesa ai contenitori degli strumenti di registrazione che furono paracadutati a Nagasaki il 9 agosto 1945 dall'aereo The Great Artiste, subito dopo che BOCKSCAR ebbe sganciato la seconda bomba atomica della storia.
La lettera di Álvarez, Morrison e Serber invitava Sagane a convincere i leader giapponesi ad arrendersi e porre così termine alla guerra .